# Bolboceratops tenuistriatus
Bolboceratops tenuistriatus är en skalbaggsart som beskrevs av Müller 1941. Bolboceratops tenuistriatus ingår i släktet Bolboceratops och familjen Bolboceratidae. Inga underarter finns listade.